# Río Awash
El Awash, antiguamente denominado Hawash (en amhárico: አዋሽ ወንዝ, awaš wänz; en afar: We'ayot, oromo: Awaash) es un río localizado en el este de Etiopía. Se origina en las zonas montañosas del área central etíope, a una altitud de 3000 m s. n. m. En 1980, la Unesco declaró Patrimonio de la Humanidad al valle bajo del Awash al considerar que alberga «uno de los más importantes conjuntos de yacimientos paleontológicos del continente africano».

## Cuenca arqueológica
A lo largo de la cuenca del río Awash existen diversos sitios paleoantropológicos. En el Awash medio se han encontrado restos de homínidos, como un cráneo casi completo de Homo rhodesiensis en 1978 o restos de Australopithecus afarensis. En este sentido, en 1974, los hallazgos de múltiples restos óseos recolectados en el desierto de Danakil, en los bancos del río, permitió componer un esqueleto parcial de una hembra, con estimaciones de tres millones de años de antigüedad.

## Vista general
Es el segundo río más extenso de Etiopía, superado únicamente por el Nilo Azul. De su origen en las tierras altas de Etiopía, llega al desierto de Danakil y desemboca en el lago Abbe a una altitud de 250 metros sobre el nivel del mar. Tiene 1200 kilómetros de longitud y una cuenca hidrográfica de 113 700 km² aproximadamente. Por otra parte, se divide en tres sistemas, basados principalmente en las actividades hídricas realizadas en ellos: Awash alto, medio y bajo. En su afluencia pasa por diversas regiones climáticas, que van de subtropical húmedo a zonas áridas.
En la región alta se encuentra la represa Koka, las plantas hidroeléctricas Awash I y Awash II, fábricas y plantaciones de caña de azúcar. En el Awash medio predominan los proyectos de riego de plantaciones de plátano y algodón, así como la represa Kassam. Finalmente, en la zona baja se encuentra el proyecto de riego Tandaho.